# 週末快樂頌
《週末快樂頌》是中華電視公司監製的台灣綜藝節目，2011年10月1日開播，台灣時間每週六20:00首播。主持人分為三個世代。

## 歷史
- 2011年9月30日：華視舉行《週末快樂頌》首錄記者會，主持人定為白冰冰、王彩樺、楊繡惠。
- 2011年10月1日：《週末快樂頌》開播，為純外景節目，在台灣各地著名廟宇前廣場錄影。
- 2012年4月14日：《週末快樂頌》全新改版，改為棚內節目，主持人定為白冰冰、JR、米可白。
- 2012年8月11日：因JR與米可白拍戲無法主持，改由羅時豐、楊繡惠與白冰冰搭檔主持。

## 歷任主持人
- 第一任：2011年10月1日－2012年4月7日：白冰冰、王彩樺、楊繡惠
- 第二任：2012年4月14日－2012年8月4日：：白冰冰、JR、米可白
- 第三任：2012年8月11日－2012年11月10日：白冰冰、羅時豐、楊繡惠

## 第一代單元

### 明星快樂頌

#### 主題歌ＰＫ
節目每集邀請知名藝人表演，再分成兩隊，由主持人楊繡惠及王彩樺分別擔任兩隊隊長，進行歌曲PK。歌曲ＰＫ的主題以當地觀光特色與農特產品為主。PK結果係由民眾手拿納涼用的圓形扇子，一面印有『讚』字、一面印節目ＬＯＧＯ，來按讚決定今日最讚、最受歡迎的隊伍，演出過程精采有趣，爆笑不斷。勝隊可獲得高級獎品。

#### 周末大來賓
在歌唱ＰＫ賽熱鬧打頭陣後，立卽邀請當集週末大來賓--一線大牌偶像藝人演唱拿手組曲，並且受訪。

### 快樂送獎金
選擇參加遊戲觀眾的方式，為進行趣味問答，主持人出題，由現場民眾答題，答對者可以参加遊戲，跟明星一起同樂拿獎金，不僅帶給觀眾歡笑，現場更送出高額獎金！

### 週末野台劇快樂商店街
由白冰冰、王彩樺、楊繡惠飾演快樂商店街的店家老闆,每集邀請邀請大明星或大牌歌手來到節目中，配合明星特色量身打造的歌中劇單元.

### 快樂頌到家
由主持人白冰冰率領王彩樺、楊繡惠及藝人們，到當地著名的美食特色店家、農家，介紹著名的農特產品及美食，並且與店家互動。主持人與正在購買農特產品的民眾進行趣味遊戲「台灣拳」、「快樂拳」、各種拳或其他遊戲。若民眾獲勝，購買的農特產品由製作單位付賬買單，若是主持人獲勝，民眾買單，所購得的物品由主持人帶走。

## 第二代單元

### 龍鳳大對抗
廣邀老中青三代之藝人，進行才藝大PK，讓資深藝人可以再次展現迷人的歌舞，也讓年輕藝人有一展才華的舞台。
| 播出日期      | 龍隊                                                 | 鳳隊                                       |
| 2012年4月14日 | 劉福助、小嫻、阿杜老師、陳子強、李汶容               | 黃西田、瑪格莉特、阿棠老師、顏正國、孫士勛 |
| 2012年4月21日 | 葉復台、丁國琳、一綾、林宗興、吳品賢 、許逸喬        | 金彭、羅霈穎、化學猴子                     |
| 2012年4月28日 | 大牙、Gino、狄鶯                                     | 丫頭、阿布、黃香蓮                         |
| 2012年5月5日  | 方季韋、小隻的、楊蒨時                               | 歡歡、鮪魚、虎牙、江明娟                   |
| 2012年5月12日 | 李羅、劉薰愛、大野                                   | 歡歡、高捷、貝兒、鄭凱中                   |
| 2012年5月19日 | 金佩珊、高山峰、林采緹                               | 周月綺(小百合)、阿弟、candy                |
| 2012年5月26日 | 馬國畢、僅雯、林道遠、王俐人                         | 戎祥、林凡、陳乃榮、洪棠                   |
| 2012年6月2日  | 曾雅蘭、葉勝欽、徐至琦、林群峰                       | 張秀卿、江志豐、趙芸、班傑                 |
| 2012年6月9日  | 熊海靈、張克帆、斑斑、劉依純                         | 向娃、馬國賢、華星童、戴梅君               |
| 2012年6月16日 | 包偉銘、夏禕、瑤瑤                                   | 康弘、呂雪鳳、王思佳                       |
| 2012年6月23日 | 呂雪鳳、陳昭薇、張夢逸、李愛綺、陳思涵、小優、小甜甜 | 夏禕、同恩、吳南穎 、Hero                  |
| 2012年6月30日 | 林秀琴、聖傑、Lowking、辛咩咩、ZERO+                 | 民雄、夏宇童、Saginu 、唐玲、super 131     |
| 2012年7月7日  | super 131、袁小迪、謝宜君、部落美男子、小亮哥        | Barbie Q、陳隨意、林姍 、蔡閨、無雙樂團    |
| 2012年7月14日 | ILI、陳勢安、張靜沄、ZERO+                           | 芷玄、揚哲、鄭君威、張瀛仁、Hero           |
| 2012年7月21日 | 邱小葦、阿弟、曾心梅、林俊吉、Beat 8 Crew            | 侯昌明、曾雅蘭、黃美珍、陳威全、Barbie Q   |
| 2012年8月4日  | 于櫻櫻、秀蘭瑪雅、邵大倫、4ever                      | 陳君君、林凡、陳乃榮、Fresh.M              |
| 2012年8月11日 | 梅東生、蔡佳麟、Mr.Beat                              | 簡語卉、張文綺、Barbie Q                   |
| 2012年8月18日 | 艾成、婷婷、孔蘭薰                                   | 符瓊音、傅天穎、謝雷                       |
| 2012年8月25日 | 楊燕、黃保舜                                         | 劉福助、張玉露、張玉玲                     |
| 2012年9月1日  | 民雄、J.K Star                                       | 同恩、無雙樂團                             |

### 快樂大明星
邀請大明星或大牌歌手來到節目中，配合明星特色量身打造的歌中劇單元，不同的情境場景及故事劇情，還將重現他們成名前的辛苦歷程、如何努力展現自我，成名後如何自我提升，更將帶來膾炙人口的經典好歌，讓觀眾回味無窮。
| 播出日期      | 來賓           |
| 2012年4月14日 | 大嘴巴         |
| 2012年4月21日 | 蔡秋鳳         |
| 2012年4月28日 | 李聖傑         |
| 2012年5月5日  | 林淑容         |
| 2012年5月12日 | 謝雷           |
| 2012年5月19日 | 康康           |
| 2012年5月26日 | 翁立友、黃思婷 |
| 2012年6月2日  | 王夢麟、趙樹海 |
| 2012年6月16日 | 丁噹、八三夭   |
| 2012年6月23日 | 郭金發         |
| 2012年7月7日  | 荒山亮         |
| 2012年7月14日 | 葉佳修、琇琴   |
| 2012年9月8日  | 李翊君         |
| 2012年9月15日 | 甄妮           |

### 周末Special
將深受大家喜愛的台灣本土歌仔戲，注入現代流行之新事物及幽默風趣之劇情對白，不但可讓觀眾重新回味歌仔戲獨特的唱腔曲調、迷人的身段，還將歌仔戲順應潮流年輕化，由老中青不同世代之藝人，聯合演出。

#### 第一單元
| 播出日期      | 主題       | 演出來賓                                       |
| 2012年4月14日 | 命運天註定 | 白冰冰、楊繡惠、方駿、吳敏、孔龍               |
| 2012年4月21日 | 命運天註定 | 白冰冰、楊繡惠、方駿、吳敏、孔龍、陳嫵兒       |
| 2012年4月28日 | 命運天註定 | 白冰冰、楊繡惠、方駿、吳敏、郭春美、JR、米可白 |
| 2012年5月5日  | 命運天註定 | 白冰冰、楊繡惠、方駿、吳敏、郭春美、JR、米可白 |
| 2012年5月12日 | 命運天註定 | 白冰冰、楊繡惠、方駿、吳敏、郭春美、JR、米可白 |

#### 第二單元
| 播出日期      | 主題       | 演出來賓                                                                                                 |
| 2012年5月12日 | 姊妹作東西 | 白冰冰、陳昭薇、大野、林大晉、張蕎薇、妞妞、呂雪鳳、陳麗巧                                               |
| 2012年5月19日 | 姊妹作東西 | 白冰冰、陳昭薇、大野、林大晉、呂雪鳳、JR、陳麗巧                                                         |
| 2012年5月26日 | 姊妹作東西 | 白冰冰、高山峰、楊繡惠、米可白、呂雪鳳、陳麗巧、JR、陳昭薇、大野、林大晉                                 |
| 2012年6月2日  | 姊妹作東西 | 白冰冰、高山峰、楊繡惠、米可白、呂雪鳳、陳麗巧、JR、陳昭薇、大野、林大晉、米雪兒、田砚心、許逸喬         |
| 2012年6月9日  | 姊妹作東西 | 白冰冰、高山峰、楊繡惠、米可白、呂雪鳳、陳麗巧、JR、陳昭薇、大野、林大晉、米雪兒、田砚心、許逸喬、盧佳俐 |

#### 第三單元
| 播出日期      | 主題       | 演出來賓                                                                                 |
| 2012年6月9日  | 三代恩仇錄 | JR、米可白、陳昭薇、大野、焦糖哥哥                                                       |
| 2012年6月16日 | 三代恩仇錄 | JR、米可白、陳昭薇、大野、焦糖哥哥、白冰冰、黑面、楊繡惠、郭春美、田砚心、盧佳俐、許逸喬 |
| 2012年6月23日 | 三代恩仇錄 | JR、米可白、陳昭薇、大野、焦糖哥哥、白冰冰、黑面、楊繡惠、郭春美、方駿、高群             |
| 2012年6月30日 | 三代恩仇錄 | JR、米可白、陳昭薇、大野、焦糖哥哥、白冰冰、黑面、楊繡惠、郭春美、方駿、高群、鄭凱中     |

#### 第四單元
| 播出日期      | 主題       | 演出來賓                                                                         |
| 2012年7月7日  | 無鹽大有料 | 暘驊、張秀琴、米可白、長青、JR、高山峰、馬國畢、楊繡惠、莊金梅、許逸喬、白冰冰   |
| 2012年7月14日 | 無鹽大有料 | 莊金梅、張秀琴、楊繡惠、JR、孔龍、高玉珊、長青、白冰冰、米可白、高山峰、馬國畢   |
| 2012年7月21日 | 無鹽大有料 | 莊金梅、張秀琴、楊繡惠、JR、高玉珊、長青、白冰冰、米可白、高山峰、馬國畢、許逸喬 |
| 2012年7月28日 | 無鹽大有料 | 莊金梅、張秀琴、楊繡惠、JR、高玉珊、長青、白冰冰、米可白、高山峰、馬國畢、許逸喬 |
| 2012年8月4日  | 無鹽大有料 | 莊金梅、張秀琴、楊繡惠、JR、高玉珊、長青、白冰冰、米可白、高山峰、馬國畢、暘驊   |

#### 第五單元
| 播出日期      | 主題     | 演出來賓                                             |
| 2012年8月4日  | 真假少爺 | 張克帆、田砚心、白冰冰、暘驊、楊繡惠                 |
| 2012年8月11日 | 真假少爺 | 張克帆、田砚心、白冰冰、暘驊、楊繡惠、陳昭香、陳麗巧 |
| 2012年8月18日 | 真假少爺 | 張克帆、田砚心、白冰冰、暘驊、楊繡惠、陳昭香、陳麗巧 |
| 2012年8月25日 | 真假少爺 | 張克帆、田砚心、白冰冰、暘驊、楊繡惠、陳昭香、陳麗巧 |
| 2012年9月1日  | 真假少爺 | 張克帆、田砚心、白冰冰、暘驊、楊繡惠、陳昭香、陳麗巧 |

#### 第六單元
| 播出日期      | 主題     | 演出來賓                                                        |
| 2012年9月8日  | 借屍還魂 | 陳昭薇、黃香蓮、沈世朋、郭春美、羅時豐、楊繡惠、呂雪鳳 、白冰冰 |
| 2012年9月15日 | 借屍還魂 | 陳昭薇、黃香蓮、沈世朋、郭春美、羅時豐、楊繡惠、呂雪鳳 白冰冰   |

### 第七單元
| 播出日期       | 主題           | 演出來賓                                                 |
| 2012年10月13日 | 新唐伯虎點秋香 | 郭春美、鄭雅升、陳昭薇、 李宣榕、羅時豐、楊繡惠、白冰冰  |
| 2012年10月20日 | 新唐伯虎點秋香 | 郭春美、鄭雅升、陳昭薇 、 李宣榕、羅時豐、楊繡惠、白冰冰 |

### 全家總動員
2012年7月28日推出的新單元。每集邀請兩位藝人的家族進行遊戲對決。獲勝的一方，可獲得精美禮品。

### 你請客我買單
2012年8月18日推出的新單元。

## 特別節目
- 2012年1月23日，週末快樂頌初一特別節目《祥龍獻瑞快樂頌》

## 新聞
- 新節目首播 白冰冰三姝扮學生妹 （页面存档备份，存于）

## 外部連結
- 《週末快樂頌》官方網站 （页面存档备份，存于）

| 華視 星期六 20:00~22:00                              | 華視 星期六 20:00~22:00                          | 華視 星期六 20:00~22:00 |
| ---------------------------------------------------- | ------------------------------------------------ | ----------------------- |
|                                                      | 週末快樂頌 （2011年10月1日－2012年11月10日）     |                         |
| 名偵探柯南（電影版） （2011年8月6日－2011年9月23日） | 亞洲天團爭霸戰 （2012年11月17日－2012年12月7日） |                         |